# Momoland
Momoland (koreanisch 모모랜드; stilisierte Schreibweise MOMOLAND) war eine südkoreanische Girlgroup der dritten K-Pop-Generation, die 2016 von Duble Kick Company (im Mai 2018 umbenannt in MLD Entertainment) gegründet wurde. Die Mitglieder der Gruppe wurden in der Castingshow „Finding Momoland“ ermittelt, die von Juli bis September 2016 auf dem südkoreanischen Fernsehsender Mnet ausgestrahlt wurde. Momoland debütierte offiziell am 10. November 2016 mit dem Mini-Album Welcome to Momoland und der Single JJan! Koong! Kwang! (짠쿵쾅). Am 14. Februar 2023 gaben die Mitglieder die Auflösung der Gruppe bekannt. Der offizielle Fanclub-Name der Gruppe lautet „Merry-G0-Round“.

## Geschichte

### Finding Momoland
Vom 22. Juli bis 16. September 2016 strahlte Mnet die Castingshow „Finding Momoland“ aus. In zehn Episoden sollten sieben Mitglieder für die neue Girlgroup Momoland von Duble Kick Company gefunden werden. Das Konzept der Sendung war ähnlich wie das der, ebenfalls von Mnet ausgestrahlten, Castingshow „Sixteen“ aus der die Gruppe Twice hervorging. Die zehn Trainees mussten jede Woche Lieder und Choreografien üben und aufführen um ihre Fähigkeiten zu zeigen. Teilweise wurden sie dafür in Teams aufgeteilt oder mussten einzeln gegeneinander antreten.
Am Ende der Show konnten sich Ahin, Nayun, Nancy, Hyebin, JooE, Jane und Yeonwoo durchsetzen und wurden Mitglieder von Momoland.

### 2016–2017: Debüt mitWelcome to Momolandund neue Mitglieder

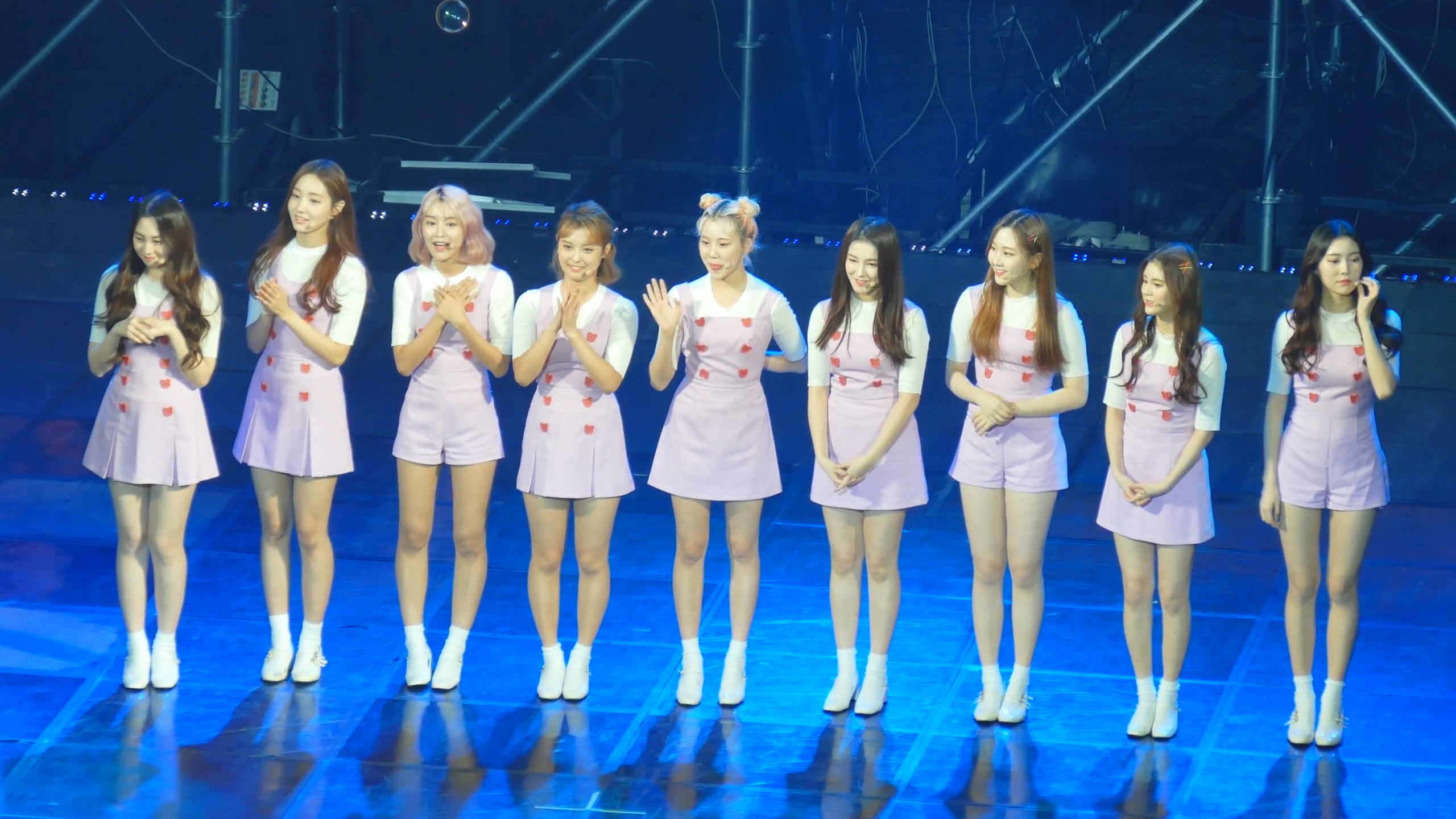
Momoland im November 2017

Nach dem Ende von „Finding Momoland“ hatte die relativ unbekannte Gruppe noch eine letzte Aufgabe zu erfüllen, um zu debütieren: sie sollte 3000 Zuschauer finden, vor denen sie auftreten und zwei Lieder ihres Debütalbums performen können. Am Ende versammelten sich 2300 Leute, um Momoland zu sehen; die gesetzte Marke wurde also nicht erreicht und Duble Kick Company verschob das Debüt bis auf weiteres. Die Gruppe trainierte daraufhin weiter für ihr Debüt und trat auf Festivals und in Schulen auf, um ihren Bekanntheitsgrad weiter zu steigern.
Am 20. Oktober 2016 gab Duble Kick Company bekannt, dass Momoland im November ihr Debütalbum veröffentlichen, nachdem sie das gesetzte Ziel auf der Crowdfunding-Seite von Makestar überschritten hatten.
Am 10. November debütierten Momoland offiziell mit dem Mini-Album Welcome to Momoland und der Single JJan! Koong! Kwang! (짠쿵쾅).
Am 28. März 2017 gab Duble Kick Company bekannt, dass Daisy als neues Mitglied zur Gruppe hinzukommt. Daisy hatte 2016 ebenfalls an „Finding Momoland“ teilgenommen. Bevor sie zu Duble Kick Company kam, war sie Trainee bei JYP Entertainment und wäre fast Teilnehmerin in der TV-Show „Sixteen“ geworden. Einige Tage später wurde Taeha als neuntes Mitglied von Momoland bestätigt. Taeha war in der TV-Show „Produce 101“ bekannt geworden, aus der die temporäre Girlgroup I.O.I entstand. Zu dieser Zeit war sie allerdings noch bei Starship Entertainment unter Vertrag.
Am 25. April erschien die Single Wonderful Love (어마어마해). Wonderful Love erschien am 16. Juni auch als EDM-Version als digitale Single.
Am 22. August veröffentlichten Momoland ihr zweites Mini-Album Freeze! zusammen mit der gleichnamigen Single.
Nancy wurde im November Mitglied der Projektgruppe „Sunny Girls“. Zusammen mit Cheng Xiao von den Cosmic Girls, Eunha (GFriend), YooA (Oh My Girl) und Nayoung (Gugudan) brachte sie am 27. November die Single Taxi für das „Music Crush“-Projekt der Musikshow Inkigayo heraus.

### 2018:Great!, Japan-Debüt undFun to the World

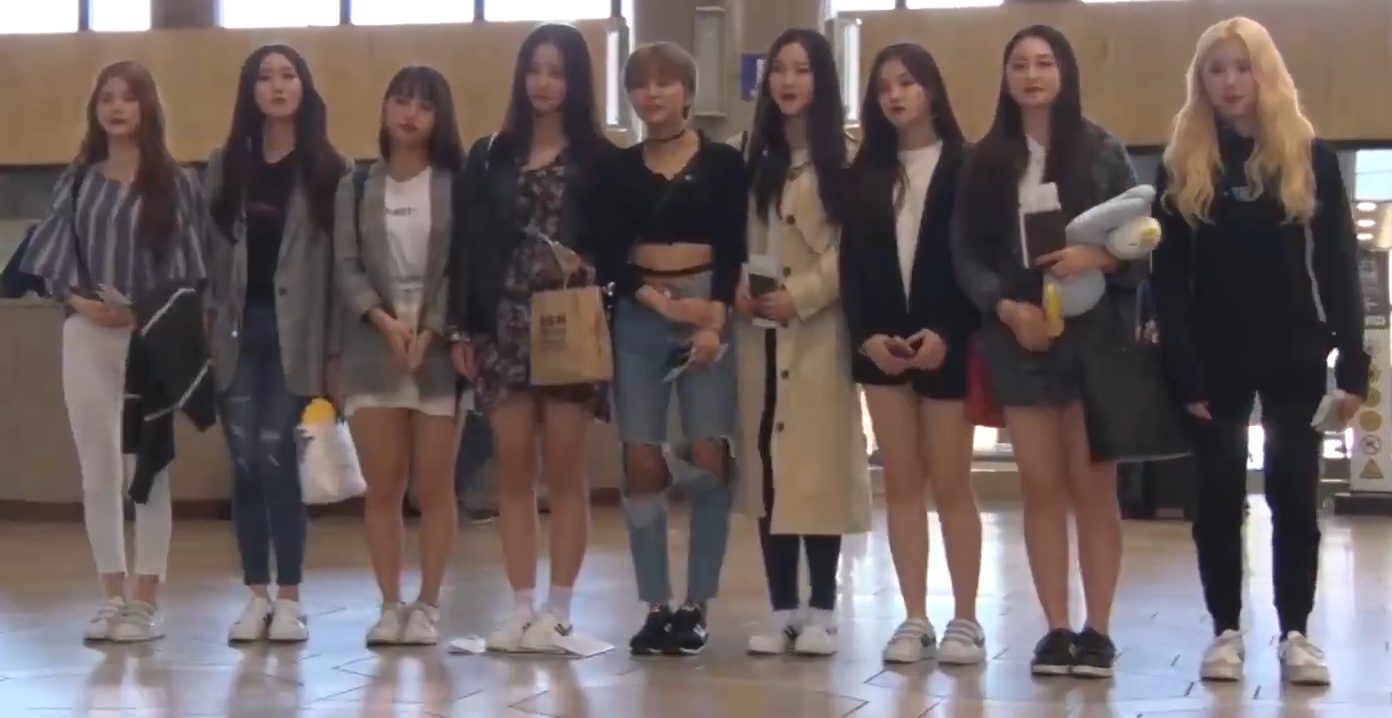
Momoland im April 2018

Am 3. Januar 2018 erschien Momolands drittes Mini-Album Great! zusammen mit der Single Bboom Bboom (뿜뿜). Mit Bboom Bboom konnte die Gruppe zum ersten Mal Siege bei Musikshows erzielen und schaffte es siebenmal auf Platz 1.
Am 28. Februar erschien Momolands erstes Album in Japan mit dem Titel MOMOLAND The Best. Es enthält die koreanischen Singles sowie einige andere Titel, die in Südkorea veröffentlicht wurden. Einige Tage später gab die Gruppe auf einer Veranstaltung in Tokio bekannt, dass sie derzeit ihr offizielles Debüt in Japan plane. Am 23. Mai wurde bekannt gegeben, dass Momoland am 26. Juni neue Musik in Südkorea veröffentlichen werden. Am 13. Juni 2018 debütierte die Gruppe offiziell in Japan mit der japanischen Version von Bboom Bboom. Bei der Debüt-Veranstaltung am LAZONA Kawazaki Plaza in Kawazaki, Japan wurden sie von 7000 Fans erwartet.
Am 6. Juni erschien ein Zeitplan zur Veröffentlichung des Mini-Albums Fun to The World. An den folgenden Tagen erschienen erste Teaser-Fotos, Teaser-Videos zur Single BAAM sowie ein Highlight-Medley des neuen Mini-Albums. Fun to the World erschien am 26. Juni zusammen mit der Single BAAM. Am 1. Juni gab MLD Entertainment bekannt, dass Nayun an Benigner paroxysmalem Lagerungsschwindel leide und bis auf Weiteres an keinen Gruppenaktivitäten teilnehmen werde, um sich in ärztliche Behandlung zu begeben. Seit dem 3. Oktober tritt sie wieder zusammen mit der Gruppe auf.
Bboom Bboom wurde am 9. August von der Korea Music Content Industry Association für 100.000.000 Streams mit Platin ausgezeichnet. Momoland war die erste Girlgroup, die diesen Preis erhielt.

### 2019:Show Me, Taehas und Yeonwoos Ausstieg
Am 20. März 2019 veröffentlichten Momoland ihr fünftes Mini-Album Show Me zusammen mit der Single I’m So Hot. Vor der Veröffentlichung wurde bekannt gegeben, dass Taeha und Daisy aus gesundheitlichen und privaten Gründen bei diesem Comeback nicht dabei sein werden. Im August 2019 gab MLD Entertainment bekannt, dass Yeonwoo aufgrund einer Panikstörung bis auf Weiteres keine Termine zusammen mit der Gruppe mehr wahrnehmen werde.
Am 29. November 2019 gab MLD Entertainment Taehas und Yeonwoos Ausstieg aus der Gruppe bekannt. Yeonwoo hatte sich dafür entschieden in der Agentur zu bleiben und an ihrer Schauspielkarriere zu arbeiten. Taehas Vertrag mit MLD Entertainment wurde ausgelöst. Weiter hieß es, dass man derzeit noch mit Daisy über den Verbleib in der Gruppe verhandele.
Am 30. Dezember veröffentlichte Momoland das Single-Album Thumbs Up.

## Kontroversen

### Plagiatsvorwürfe
Am 12. Januar beschuldigte die russische Girlgroup Serebro Momoland via Twitter, dass BBoom Bboom ein Plagiat ihres Liedes Mi Mi Mi sei. Ein Sprecher des Produzenten-Duos Shinsadong Tiger and Beomi Nangi, aus deren Feder Bboom Bboom stammt, sagte dazu, dass das Intro des Liedes bedingt durch Gemeinsamkeiten im Genre und den Gitarrenriffs zwar vertraut klinge, die Melodie und Klangfolge aber komplett unterschiedlich im Vergleich zu Mi Mi Mi seien.

### Manipulation durch Massenkäufe
Im Februar 2018 wurde Duble Kick Company beschuldigt, Momoland durch Massenkäufe des Mini-Albums Great! Vorteile in den Charts und den Musikshows verschaffen zu wollen. So hätte sich das Album im Januar 2018 ca. 5000 mal verkauft und im Februar seien plötzlich mehr als 8000 Kopien an einem einzigen Tag verkauft worden. Duble Kick Company sagte dazu, dass sie zum einen gar nicht die finanziellen Mittel hätten, um solche Käufe zu tätigen, und zum anderen hätte man versucht herauszufinden, was der Grund für die hohen Verkaufszahlen sei. So sei man zu dem Schluss gekommen, dass internationale Fans, speziell in Japan, wohl für die Käufe verantwortlich seien. Nach der Ankündigung eines offiziellen Debüts Momolands sowie der Veröffentlichung eines Best-of-Albums am 28. Februar in Japan würde Bboom Bboom in einigen japanischen Charts gut laufen. Dies hätte hohe Käufe nach sich gezogen.
Auch die Verantwortlichen der Hanteo Charts in Südkorea strengten Untersuchungen in dem Fall an, da sich Verkäufe in Geschäften, die durch Hanteo lizenziert sind, direkt auf deren Charts auswirken. So forderten sie das Geschäft, in dem mehr als 90 % von Momolands Albumverkäufen getätigt wurden, auf, entsprechende Unterlagen bereitzustellen, um die Vorwürfe zu entkräften. Da die Angelegenheit auch mit diesen Unterlagen nicht komplett geklärt werden konnte, gab Hanteo am 22. Februar bekannt, dass sie den Fall an das südkoreanische Ministerium für Kultur, Sport und Tourismus für weitere Untersuchungen weiterleiten werden. Man wolle Klarheit in dieser Angelegenheit, um negative Einflüsse auf die gesamte südkoreanische Musikindustrie zu vermeiden.
Am 9. Mai wurde bekannt, dass das Ministerium die Ergebnisse der ersten Untersuchung an Hanteo gesendet habe, in denen es hieß, dass keinerlei Unregelmäßigkeiten festgestellt worden seien. Hanteo verlangte daraufhin weitere Dokumente und Untersuchungen, weil man mit den Ergebnissen nicht zufrieden sei. Die Ergebnisse der zweiten Untersuchung wurden am 25. Juni veröffentlicht. MLD Entertainment und Momoland wurden von allen Vorwürfen freigesprochen. Verursacher der Kontroverse war Mihwadang Record, die die Verkäufe der insgesamt 8.261 versendeten Vorbestellungen komplett an einem Tag an Hanteo gemeldet hatten, was die große Differenz zu den vorherigen Verkäufen erklärt. Mihwadang Record veröffentlichte eine Erklärung dazu auf seiner offiziellen Seite im Cafe Daum und entschuldigte sich für die Unannehmlichkeiten.

## Mitglieder
| Bild                 | Name         | Geburtsname                      | Geburtstag (Alter)      | Geburtsort | Position                    |
| -------------------- | ------------ | -------------------------------- | ----------------------- | ---------- | --------------------------- |
|                      | Hyebin 헤빈  | Lee Hye-bin 이혜빈               | 12. Januar 1996 (29)    | Andong     | Team leader Vocal, Rap      |
|                      | Jane 제인    | Sung Ji-yeon 성지연              | 20. Dezember 1997 (27)  | Changwon   | Vocal, Main Dance           |
|                      | Nayun 나윤   | Kim Na-yun 김나윤                | 31. Juli 1998 (26)      | Seoul      | Vocal                       |
|                      | JooE 주이    | Lee Joo-won 이주원               | 18. August 1999 (25)    | Bucheon    | Lead Vocal, Lead Dance, Rap |
|                      | Ahin 아인    | Lee Ah-in 이아인                 | 27. September 1999 (25) | Wonju      | Main Vocal                  |
|                      | Nancy 낸시   | Nancy Jewel McDonie a 낸시맥도니 | 13. April 2000 (25)     | Daegu      | Lead Vocal, Lead Dance      |
| Ehemalige Mitglieder |              |                                  |                         |            |                             |
|                      | Yeonwoo 연우 | Lee Da-bin 이다빈                | 1. August 1996 (28)     | Seoul      | Vocal, Main Rap             |
|                      | Taeha 태하   | Kim Min-ji b 김민지              | 3. Juni 1998 (27)       | Jeonju     | Main Vocal                  |
|                      | Daisy 데이지 | Yoo Jeong-ahn 유정안             | 22. Januar 1999 (26)    | Seoul      | Vocal, Main Dance, Lead Rap |

## Diskografie

### Studioalben
| Jahr | Titel Musiklabel         | Höchstplatzierung, Gesamtwochen, AuszeichnungChartsChartplatzierungen (Jahr, Titel, Musiklabel, Platzierungen, Wochen, Auszeichnungen, Anmerkungen) | Anmerkungen                             |
| Jahr | Titel Musiklabel         | JP | Anmerkungen                             |
| ---- | ------------------------ | --- | --------------------------------------- |
| 2019 | Chiri Chiri King Records | JP30 (2 Wo.)JP | Erstveröffentlichung: 4. September 2019 |

### Kompilationen
| Jahr | Titel Musiklabel                         | Höchstplatzierung, Gesamtwochen, AuszeichnungChartsChartplatzierungen (Jahr, Titel, Musiklabel, Platzierungen, Wochen, Auszeichnungen, Anmerkungen) | Anmerkungen                            |
| Jahr | Titel Musiklabel                         | JP | Anmerkungen                            |
| ---- | ---------------------------------------- | --- | -------------------------------------- |
| 2018 | Momoland The Best ~Korean Ver.~ Akatsuki | JP26 (1 Wo.)JP | Erstveröffentlichung: 28. Februar 2018 |

### EPs
| Jahr | Titel Musiklabel                                          | Höchstplatzierung, Gesamtwochen, AuszeichnungChartsChartplatzierungen (Jahr, Titel, Musiklabel, Platzierungen, Wochen, Auszeichnungen, Anmerkungen) | Anmerkungen                             |
| Jahr | Titel Musiklabel                                          | KR | Anmerkungen                             |
| ---- | --------------------------------------------------------- | --- | --------------------------------------- |
| 2016 | Welcome to Momoland Dublekick Company, LOEN Entertainment | KR28 (7 Wo.)KR | Erstveröffentlichung: 10. November 2016 |
| 2017 | Freeze! Dublekick Company, LOEN Entertainment             | KR17 (7 Wo.)KR | Erstveröffentlichung: 22. August 2017   |
| 2018 | Great! Dublekick Company, LOEN Entertainment              | KR3 (20 Wo.)KR | Erstveröffentlichung: 3. Januar 2018    |
| 2018 | Fun to the World MLD Entertainment, Kakao M               | KR6 (11 Wo.)KR | Erstveröffentlichung: 26. Juni 2018     |
| 2019 | Show Me MLD Entertainment, Kakao M                        | KR7 (3 Wo.)KR | Erstveröffentlichung: 20. März 2019     |
| 2020 | Starry Night MLD Entertainment, Kakao M                   | KR21 (1 Wo.)KR | Erstveröffentlichung: 11. Juni 2020     |

### Single-Alben
| Jahr | Titel Musiklabel                           | Höchstplatzierung, Gesamtwochen, AuszeichnungChartsChartplatzierungen (Jahr, Titel, Musiklabel, Platzierungen, Wochen, Auszeichnungen, Anmerkungen) | Anmerkungen                             |
| Jahr | Titel Musiklabel                           | KR | Anmerkungen                             |
| ---- | ------------------------------------------ | --- | --------------------------------------- |
| 2019 | Thumbs Up MLD Entertainment, Kakao M       | KR4 (3 Wo.)KR | Erstveröffentlichung: 30. Dezember 2019 |
| 2020 | Ready or Not MLD Entertainment, Sony Music | KR25 (1 Wo.)KR | Erstveröffentlichung: 17. November 2020 |

### Singles
| Jahr               | Titel Album                                      | Höchstplatzierung, Gesamtwochen, AuszeichnungChartplatzierungen (Jahr, Titel, Album, Platzierungen, Wochen, Auszeichnungen, Anmerkungen) | Höchstplatzierung, Gesamtwochen, AuszeichnungChartplatzierungen (Jahr, Titel, Album, Platzierungen, Wochen, Auszeichnungen, Anmerkungen) | Anmerkungen                                             |
| Jahr               | Titel Album                                      | KR | JP | Anmerkungen                                             |
| ------------------ | ------------------------------------------------ | --- | --- | ------------------------------------------------------- |
| 2016               | JJan! Koong! Kwang! (짠쿵쾅) Welcome to Momoland | — | — | Erstveröffentlichung: 10. November 2016                 |
| 2017               | Wonderful Love (어마어마해) Freeze!              | — | — | Erstveröffentlichung: 25. April 2017                    |
| 2017               | Freeze (꼼짝마) Freeze!                          | — | — | Erstveröffentlichung: 22. August 2017                   |
| 2018               | Bboom Bboom (뿜뿜) Great!                        | KR2 Platin (Download) · (73 Wo.)KR | — | Erstveröffentlichung: 3. Januar 2018                    |
| 2018               | BAAM Fun to the World                            | KR13 (16 Wo.)KR | — | Erstveröffentlichung: 26. Juni 2018                     |
| 2019               | I’m So Hot Show Me                               | KR81 (9 Wo.)KR | — | Erstveröffentlichung: 20. März 2019                     |
| 2019               | Thumbs Up                                        | KR137 (1 Wo.)KR | — | Erstveröffentlichung: 30. Dezember 2019                 |
| 2020               | Starry Night                                     | — | — | Erstveröffentlichung: 11. Juni 2020                     |
| 2020               | Ready or Not                                     | — | — | Erstveröffentlichung: 17. November 2020                 |
| Japanische Singles |                                                  | | |                                                         |
|                    |                                                  | | |                                                         |
| 2018               | Bboom Bboom -Japanese ver.- Chiri Chiri          | — | JP4 (10 Wo.)JP | Erstveröffentlichung: 13. Juni 2018                     |
| 2018               | BAAM -Japanese ver.- Chiri Chiri                 | — | JP8 (5 Wo.)JP | Erstveröffentlichung: 7. November 2018                  |
| 2019               | I’m So Hot -Japanese ver.- Chiri Chiri           | — | JP8 (3 Wo.)JP | Erstveröffentlichung: 8. Mai 2019                       |
| 2019               | Pinky Love Chiri Chiri                           | — | — | Erstveröffentlichung: 2019                              |
| Englische Singles  |                                                  | | |                                                         |
|                    |                                                  | | |                                                         |
| 2022               | Yummy Yummy Love –                               | — | — | Erstveröffentlichung: 14. Januar 2022 mit Natti Natasha |

### Auszeichnungen für Musikverkäufe
Anmerkung: Auszeichnungen in Ländern aus den Charttabellen bzw. Chartboxen sind in ebendiesen zu finden.
| Land/RegionAuszeichnungen für Musikverkäufe (Land/Region, Auszeichnungen, Verkäufe, Quellen) | Gold | Platin  | Verkäufe  | Quellen        |
| -------------------------------------------------------------------------------------------- | ---- | ------- | --------- | -------------- |
| Südkorea (KMCA)                                                                              | —    | Platin1 | 2.500.000 | circlechart.kr |
| Insgesamt                                                                                    | —    | Platin1 |           |                |

## Auszeichnungen

### Preisverleihungen
2017
- Asia Model Awards – New Star Singer[39]
- Asia Artist Awards – Rising Star Award[40]
- Korea Culture & Entertainment Awards – K-Pop Artist Award
- Korea-China Management Awards – Asia Rising Star

 2018
- Korea Cable TV Awards – Artist of the Year[41]
- Brand of the Year Awards – Idol of the Year[42]
- Soribada Best K-Music Awards – Bonsang Award[43]
- MBC Plus X Genie Music Awards – Best Female Dance Performance (Bboom Bboom)[44]
- MTN Broadcast Advertising Festival – Rookie Star Award[45]
- Asia Artist Awards – Best Icon Award[46]
- Melon Music Awards – 1theK Performance Award[47]
- Mnet Asian Music Awards – Discovery of the Year[48]
- Korea Popular Music Awards – Bonsang Award[49]

2019
- Golden Disc Awards – Digital Bonsang (Bboom Bboom)[50]
- Seoul Music Awards – Bonsang Award[51]
- Gaon Chart Music Awards – World Rookie Award[52]
- Japan Gold Disc Awards – Best 3 New Artists (Asia)[53]
- The Fact Music Awards – Artist of the Year[54]
- Soribada Best K-Music Awards – Bonsang Award[55]
- Asia Artist Awards – Choice Award[56]

2021
- Asia Artist Awards – AAA Best Choice (Singer)[57]

### Musikshows
Momolands Siege bei Musikshows.
| Jahr | Datum    | Titel       |
| ---- | -------- | ----------- |
| 2018 | 11. März | Bboom Bboom |
| 2018 | 8. April | Bboom Bboom |

| Jahr | Datum       | Titel       |
| ---- | ----------- | ----------- |
| 2018 | 11. Januar  | Bboom Bboom |
| 2018 | 22. Februar | Bboom Bboom |
| 2020 | 9. Januar   | Thumbs Up   |

| Jahr | Datum       | Titel       |
| ---- | ----------- | ----------- |
| 2018 | 23. Februar | Bboom Bboom |

| Jahr | Datum      | Titel       |
| ---- | ---------- | ----------- |
| 2018 | 31. Januar | Bboom Bboom |
| 2019 | 3. April   | I’m So Hot  |

| Jahr | Datum      | Titel       |
| ---- | ---------- | ----------- |
| 2018 | 6. Februar | Bboom Bboom |
| 2019 | 26. März   | I’m So Hot  |
| 2019 | 2. April   | I’m So Hot  |